# Gilles Verstraeten
Gilles Verstraeten (Kortrijk, 6 november 1989) is een Belgisch jurist en een Vlaams-nationalistisch  politicus uit het Brussels Hoofdstedelijk Gewest, actief voor de N-VA. 

## Levensloop
Verstraeten studeerde in 2012 af als master in de rechten, optie internationaal recht en Europees recht, aan de KU Leuven op de campussen van Kortrijk en Leuven en behaalde in 2013 een aanvullende Bachelor of Laws aan de Vrije Universiteit Brussel. Tijdens zijn studententijd was hij bestuurslid en van 2012 tot 2013 voorzitter van het Liberaal Vlaams Studentenverbond in Leuven.
Verstraeten verhuisde van Kortrijk naar Elsene, en werkte van 2014 tot 2016 tweeënhalf jaar als politiek medewerker van Daniel Hannan, Brits Europees Parlementslid voor de Conservative Party. Hij was hierdoor van dichtbij betrokken bij het Schots onafhankelijkheidsreferendum van 2014, de Britse Lagerhuisverkiezingen 2015 en het referendum in het Verenigd Koninkrijk over het lidmaatschap van de Europese Unie van 2016.
Aansluitend was hij van 2016 tot 2019 fractiemedewerker voor de N-VA-fractie in het Brussels Hoofdstedelijk Parlement, met opvolging van dossiers rond onderwijs, tweetaligheid, inburgering, leefmilieu, welzijn en sociale zaken, energie- en waterbeleid en dierenwelzijn. Hij werd tevens voorzitter van de N-VA afdeling van zijn gemeente Anderlecht en ondervoorzitter van de Brusselse jongerenafdeling van de N-VA.
In het kader van de lokale verkiezingen van 2018 verhuisde hij naar Anderlecht, meer specifiek de Kuregemwijk. Daar werd hij voorgedragen als lijsttrekker. Dit leidde tot intern conflict met uittredend gemeenteraadslid voor N-VA Nadine Van Lysebetten, die hem er van beschuldigde enkel voor een mandaat verhuisd te zijn. Verstraeten haalde slag thuis en werd effectief aangeduid als lijsttrekker. Als reactie hierop nam Van Lysebetten ontslag uit de partij. Verstraeten werd als enige raadslid verkozen, en zetelde vanaf december 2018 in de gemeenteraad van Anderlecht. Bij de gemeenteraadsverkiezingen van oktober 2024 raakte hij niet herkozen. 
In mei 2019 was hij derde op de N-VA-lijst voor het Brussels Hoofdstedelijk Gewest. De N-VA behaalde 18 % in de Nederlandse taalgroep en Verstraeten werd met 833 voorkeurstemmen verkozen. Vanaf de installatievergadering van 11 juni 2019 was hij lid van de driekoppige N-VA-fractie in het Brussels Hoofdstedelijk Parlement, daarmee na Groen de tweede grootste Nederlandstalige partij. In het Brussels parlement legde hij zich toe op werk en economie, sociale zaken en inburgering. In de Raad van de Vlaamse Gemeenschapscommissie werd Verstraeten voorzitter van de commissie Onderwijs.
Bij de Brusselse gewestverkiezingen van juni 2024 stond Verstraeten opnieuw op de derde plaats van de N-VA-lijst. De partij moest echter een zetel inleveren en viel terug naar de positie van derde grootste partij, na Groen en Team Fouad Ahidar, en bijgevolg werd hij niet herkozen. Vervolgens besliste N-VA om hem als gecoöpteerd senator af te vaardigen naar de Senaat. Verstraeten werd er bureaulid. Begin oktober 2024 nam Verstraeten ontslag uit de Senaat om opnieuw zitting te nemen in het Brussels Hoofdstedelijk Parlement. Hij verving er Cieltje Van Achter, die Vlaams minister was geworden, en werd er tevens fractievoorzitter voor zijn partij.